# Northern Kings
Northern Kings je finská symphonic metalová skupina, tvořená ze čtyř zpěváků, kteří jsou již známí ze svých stávajících kapel: Jarkko Ahola z Teräsbetoni, Marco Hietala z Nightwish a Tarot, Tony Kakko ze Sonata Arctica a Juha-Pekka Leppäluoto z Charon. Jejich první singl, "We Don't Need Another Hero", je předělávka písně od Terry Britten a Graham Lyle, kterou zpívá Tina Turner v roce 1985 pro film Mad Max Beyond Thunderdome. V rozhovoru s Ragnarok Radio bylo odhaleno, že nahrávání druhého alba začalo počátkem srpna 2008.
18. června 2022 se skupina vrátila na scénu a ukončila tak 12letou pauzu.

## Diskografie

### Alba
- Reborn (2007)
- Rethroned (2008)

### Singly
- We Don't Need Another Hero (2007)
- Hello (2007)
- Kiss from a Rose (2008)
- Lapponia (2010)

## Členové
- Jarkko Ahola - zpěv, bicí
- Marco Hietala - zpěv, baskytara
- Tony Kakko - zpěv, klávesy
- Juha-Pekka Leppäluoto - zpěv, kytara